# Adolf Hölterhoff
Adolf Hölterhoff (* 17. Januar 1832 in Bonn; † 1894) war ein deutscher Landschafts- und Porträtmaler.

## Leben

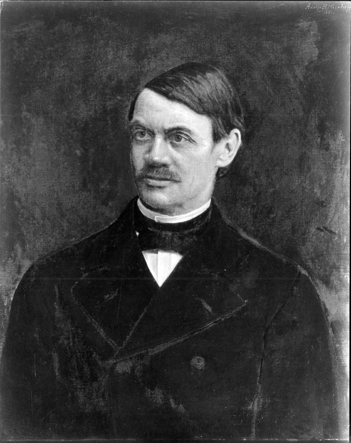
Adolf Hölterhoff porträtierte Robert Römer für die Tübinger Professorengalerie

Adolf Hölterhoff war ein Sohn von Franz Daniel Hölterhoff (1798–1842) und dessen Ehefrau Eleonore Hölterhoff, geb. Böcking (1805–1868). Er malte 1881 ein Porträt von Professor Robert Römer für die Tübinger Professorengalerie. Mit ihm war er verwandt, denn sein Onkel Eduard Böcking (1802–1870) war der Schwiegervater Römers, der um 1860 Thusnelda Böcking (* 1836) geheiratet hatte. Ab spätestens 1861 bis mindestens 1870 ist Hölterhoff in Paris, wo er Schüler von Léon Cogniet, Thomas Couture und vermutlich auch Sébastien Melchior Cornu war.